# La gran señora (álbum)
La gran señora es el undécimo álbum de estudio de la La Gran Diva de la Banda Jenni Rivera. El disco fue grabado la primera semana de octubre del 2009 y fue lanzado el 1 de diciembre del 2009 con la discográfica Fonovisa y Universal Music en México.. Este álbum cuenta con los géneros de mariachi y ranchera. 
Esta producción de la Diva de La Banda, cuenta con el acompañamiento del Mariachi Sol de México de José Hernández, siendo uno de los discos más únicos y originales de Jenni.
"Ya lo sé" fue el primer sencillo el cual se lanzó en versión original y también en versión pop. Jenni Rivera realizó la adaptación al español de "Before the next teardrop falls" 

## Lista de canciones
| N.º | Título | Escritor(es) | Productor(s) | Duración |  |

## Charts
| Chart (2009-2010)                      | Peak position | Provider  |
| -------------------------------------- | ------------- | --------- |
| México Top 100 Albums                  | 1             | AMPROFON  |
| U.S. Billboard 200                     | 32            | Billboard |
| U.S. Billboard Top Latin Albums        | 1             | Billboard |
| U.S. Billboard Regional Mexican Albums | 1             | Billboard |

## Créditos y personal
- Adán Terriquez - diseñador vestuario
- Adriana Rebold - dirección de arte y diseño
- Anthony Zuniga - vihuela y guitarra
- Arturo Rivera - jefe de prensa
- Caesar Lima - fotografía
- Cristóbal Contreras - violín
- Danny Ramos - arreglos, dirección artística, mezcla, acordeón
- Elena Jiménez - joyería
- Gabriel Vázquez - management
- Gigi Jara - maquillaje
- Iván Montero - estilista
- Jenni Rivera - voz y productora ejecutiva/musical
- Jorge Contreras - trompeta
- Juan José Conteras - violín
- Luis Jáuregui - violín
- Mario Hernández - guitarra
- Oscar Arellano - violín
- Salvador Sandoval - masterización